# J-PE03
J-PE03(ジェイ ピーイー ゼロサン)・J-PE03II(ジェイ ピーイー ゼロサン マークツー)は、パイオニア(Pioneer)が製造し、J-フォン（現・ソフトバンク）が販売していたPDC通信方式の携帯電話端末である。

## 特徴
J-PE02の後継機種に相当する機種だが、従来のパイオニア製端末でおなじみだった全面タッチパネルは廃止され、一般的なストレート型端末となっている。また、パイオニアとしては初となるカラー液晶搭載端末である。
J-PE03IIはJ-PE03と比べ通話性能が向上しており、着信メロディの作曲機能も強化されている。
なお、J-PE03IIはパイオニア製端末の最終機種となるが、東海エリア及び九州・沖縄エリアでは発売されなかった。
同時期に発売されたJ-PHONE端末と同じく、交換機の都合でステーションを提供できなかった東北・中国・四国エリア向けには、本機からステーション機能を省いたJ-PE03sが供給された。J-PE03IIでは当該エリアでもステーション機能は利用可能。